# Régis Schleicher
Pour les articles homonymes, voir Schleicher.
Régis Schleicher, né le 31 mai 1957, est un ancien membre d'Action directe. 

## Biographie
Fils d'un permanent syndical de la CFDT et d'une institutrice spécialisée, il quitte le lycée avant le baccalauréat. 
Membre du groupe Action directe, il est condamné deux fois à la réclusion à perpétuité pour sa participation à la mort de deux policiers lors de la fusillade de l'avenue Trudaine à Paris le 31 mai 1983 et pour des attaques à main armée. Il a été marié à Joëlle Aubron.
Il est aussi l'assassin de Gabriel Chahine, le 13 février 1982.
Après 25 ans de prison, avec une tentative d'évasion du centre pénitentiaire de Moulins-Yzeure avec arme et explosif en compagnie de Michel Ghellam et Jean-Christophe Pedron le 12 février 2003, un régime de semi-liberté qui s'achève le 26 mai 2010 lui a été accordé en juillet 2009.
Dans son livre Clairvaux, instants damnés, Régis Schleicher décrit l'environnement de la prison de Clairvaux, où il a passé 25 ans.